# Национальный музей истории Украины
Национальный музей истории Украины (укр. Національний музей історії України) — ведущий исторический музей Украины. С 1944 года расположен в Киеве, на Старокиевской горе.
В музее истории Украины хранятся этнографические, археологические, произведения живописи и скульптуры, нумизматические коллекции, старопечатные книги и прочие исторические экспонаты. Здание музея, получившее статус памятника архитектуры, сооружено в 1937—1939 годах по проекту архитектора И. Ю. Каракиса и первоначально предназначалось для первой во всей Украинской Республике художественной школы.

## Архитектура и история здания
Искусствоведы современного путеводителя по Киеву следующим образом описали здание: 
Главный фасад решен в классических формах и раскрыт к площадке перед музеем, а тыл здания, проглядывающий в панораме Старокиевской горы, напоминает византийские монументальные сооруженияМ. Б. Кальницкий, Б. Г. Киркевич. Киев. Туристический путеводитель. Львов, 2001. с. 51.
Другие, дополняют:
Точная посадка над Андреевский спуском не случайна. Его обрис делает из древнего холма настоящую Гору. Здание учтиво раскрыто в сторону площадки разрушенной Десятинной церкви. Членения, ритм, деталировка и самый рисунок византийских капителей делает здание нерасторжимым со священным местом.Ерофалов Б. Л. «Печерск Иосифа Каракиса»
Перед зданием архитектор спроектировал лестницу интересной формы с фонарными стойками. Возле здания, на смотровой площадке, позже был установлен камень с высеченными на нём словами Нестора Летописца «отсюда руска земля стала быть» на древнеславянском.

### Художественная школа
Здание строилось первой архитектурной мастерской Горсоветa как первая в Киеве и первая во всей Украинской Республике художественная школа.

#### Изначальное место расположения
Изначально здание проектировалось для строительства на ул. Ленина (ныне Б. Хмельницкого), о чём свидетельствует запись, сделанная автором в 1980 году: «В начале тридцатых годов Киевским горисполкомом мне как архитектору мастерской Горсовета было поручено проектировать художественную школу на участке, где сейчас строится здание „Киевпроект“ по улице Ленина — несколько левее. Проект был сделан и утвержден всеми инстанциями». Также об изначальном планировании расположения строительства на улице Ленина было написано в газете «Большевик» от февраля 1936 г. «В центрі м. Києва на вул. Леніна обрано місце для будівництва школи, що виховуватиме художньо обдарованих дітей» (что переводится как «В центре г. Киева на ул. Ленина выбрано место для строительства школы, которая будет обучать художественно одарённых детей»).

#### Смена места расположения здания
Перед началом строительства, без согласия Главного архитектурно-проектного управления г. Киева и без согласования с автором проекта место расположение школы было решено поменять. Решение было в связи с указом секретаря ЦК КП(б)У С. В. Косиора по которому было решено сохраняя проект в первоначальном виде, разместить здание будущей школы на месте Десятинной церкви, которой в 1937 г. не было уже почти 10 лет (она как и множество других памятников культуры и искусства, была снесена советской властью в 1928 году). Причина изменения места расположения указана не была. Возможно, это было просто совпадение, однако в одном из домов, изначально предназначенных под снос в связи со строительством школы на ул. Ленина, жил родной брат Балицкого — тогдашнего председателя Совнаркома Украины, и из-за изменения места дом на ул. Ленина снесён не был.
Как только И. Каракис узнал о новом месторасположении школы, «он начал категорически возражать против нового места, ссылаясь на его заповедную территорию». (Как видно из последующих строений автора, он и впредь избегал строить на месте заповедных мест, хотя в советские времена это было исключительно трудно). Была созвана высокопоставленная комиссия обсуждения строительства, и после отказа автора строить на этом месте секретарь ЦК Украины П. П. Постышев (ныне признанный одним из трёх организаторов голодомора на Украине.) своевременно наступил Каракису на ногу, прошептав: «не сделаете вы, на этом месте поставит эту же школу кто-то другой».
Поняв невозможность избежать строительства на Старокиевской горе и проконсультировавшись с историками, автор предложил расположить здание школы в самом конце Десятинного переулка (о чём свидетельствует сохранившийся оригинальный генеральный план застройки с месторасположениями зданий и с последующими авторскими комментариями). Это место тоже не было предварено в жизнь в связи с большими затратами на строительство фундамента на крутом склоне горы. В конце концов «Каракису удалось отвоевать древние фундаменты, но школу на Старокиевской горе все-таки построили». В итоге школу расположили со сдвигом от фундаментов таким образом, что фундаменты оказались не тронутыми перед школой, а само здание школы расположилось за ними.

#### Вынужденное упрощение проекта
Кроме смены места строительства проект подвергся и другим изменениям. В частности, изначально проект здания школы включал 14 скульптур на верхней части здания. Над переднем входом предполагался интересный барельеф из античных фигур. Впоследствии колонны реализованы не были, а барельеф с античными фигурами был заменён гербом Советского Союза (который в дальнейшем тоже был демонтирован).

### Исторический музей
В 1944 году в здании вместо художественной школы был основан «Государственный республиканский исторический музей». С 1950 г. музей переименовали в «Киевский государственный исторический музей». В эти времена в здании музея принимали в пионеры, а также возили сюда экскурсии со всего мира. В 1952—1953 гг. провели реконструкцию здания, изменили конструкцию крыши и прозрачные стеклянные треугольные блоки, предназначенные для лучшего освещения комнат художественной школы, заменили на более гладкие. В 1965 музей переименовали в «Государственный исторический музей Украинской ССР». В октябре 1991 года музей, находящийся в здании, получил статус Национального и с тех пор называется «Национальный музей истории Украины», а в народе всё это время здание называется просто «Исторический музей».

## Экспонаты

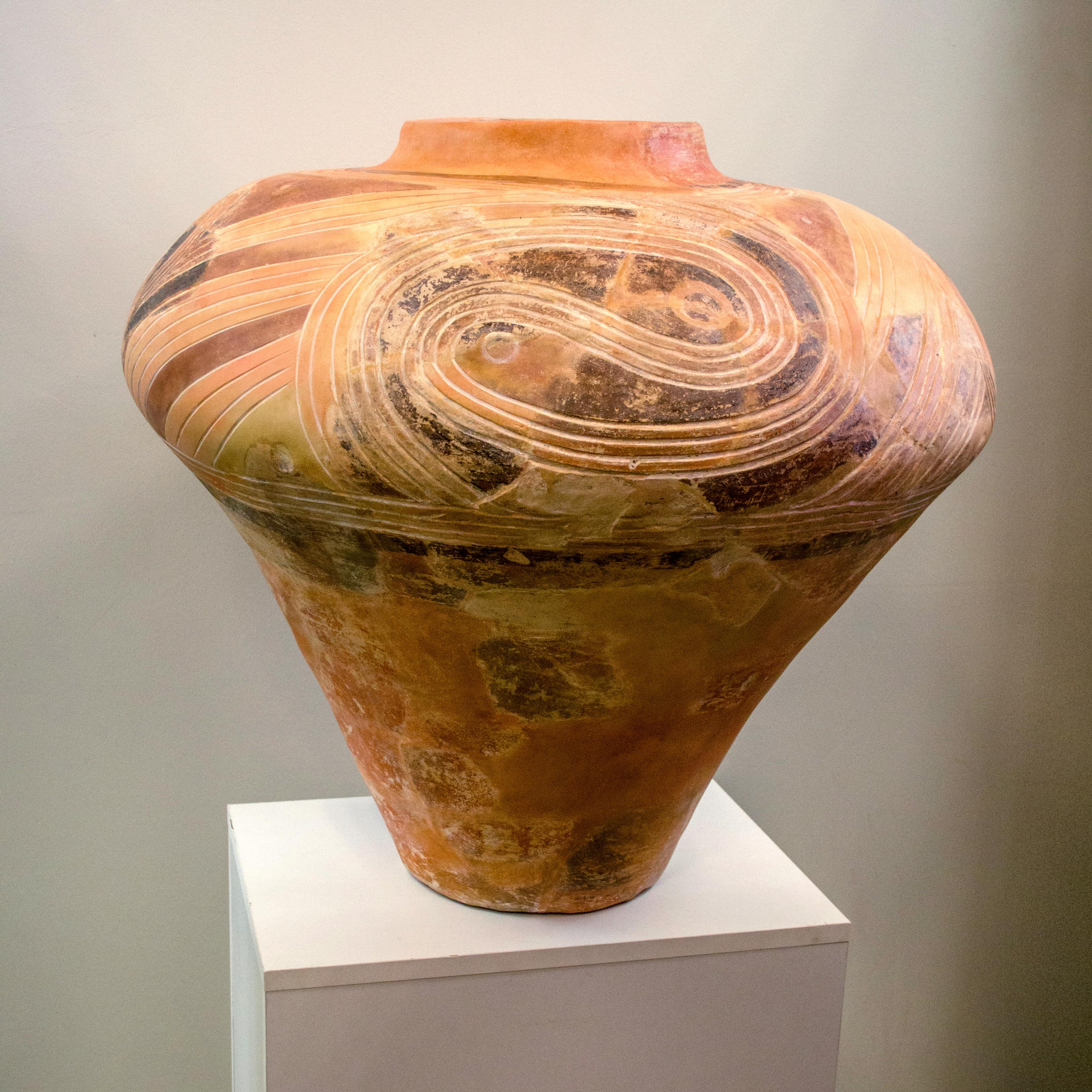
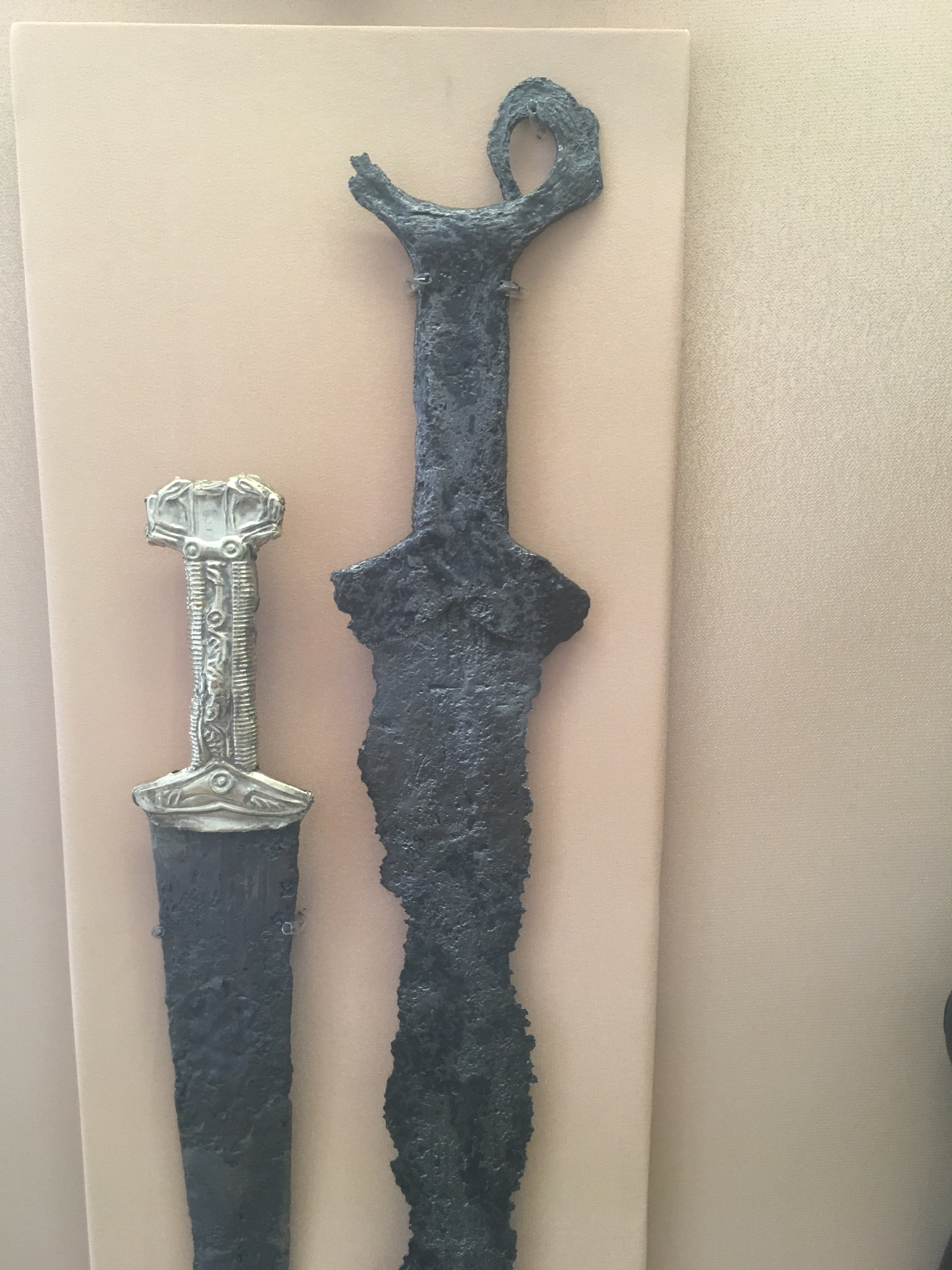
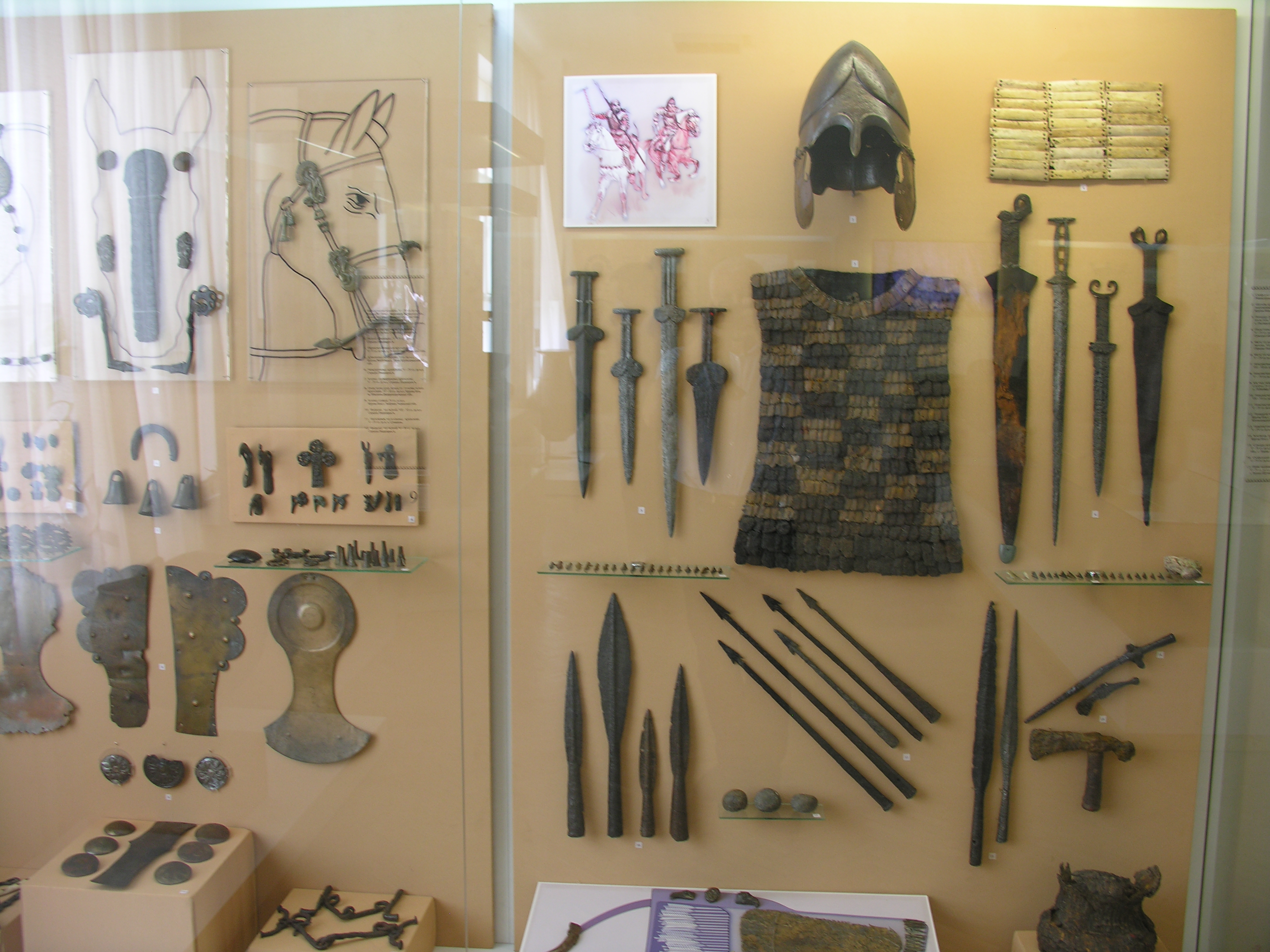
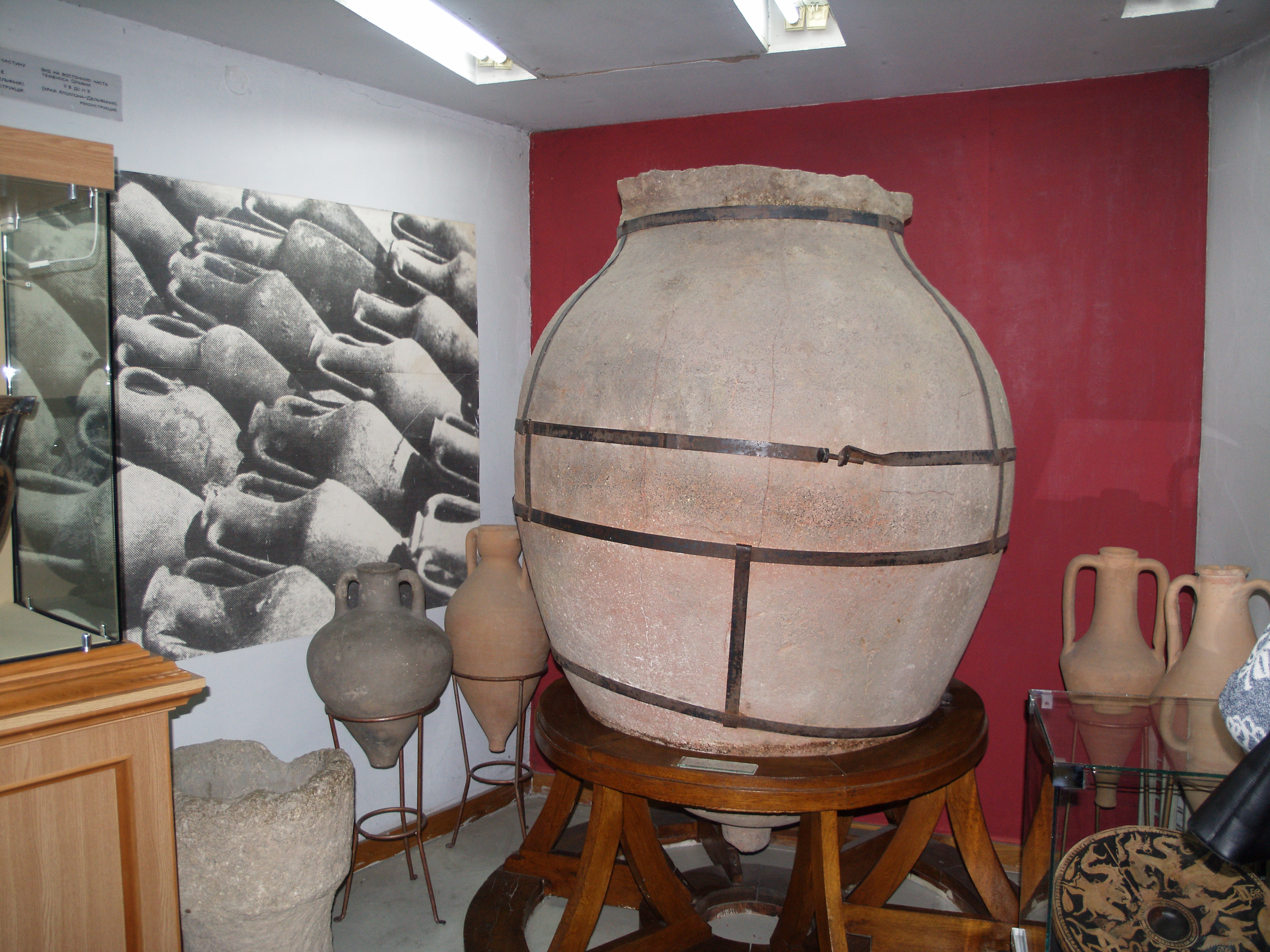
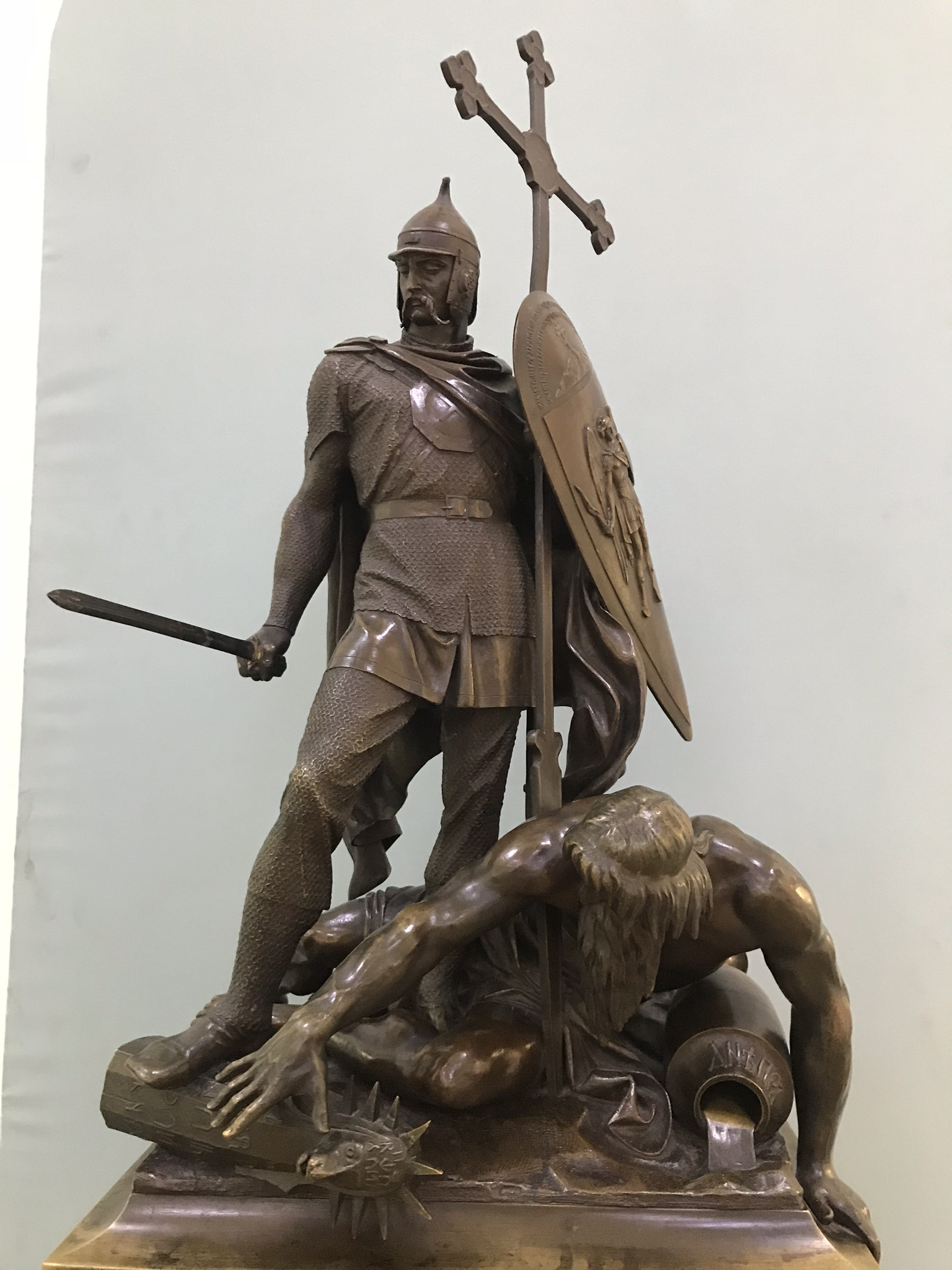
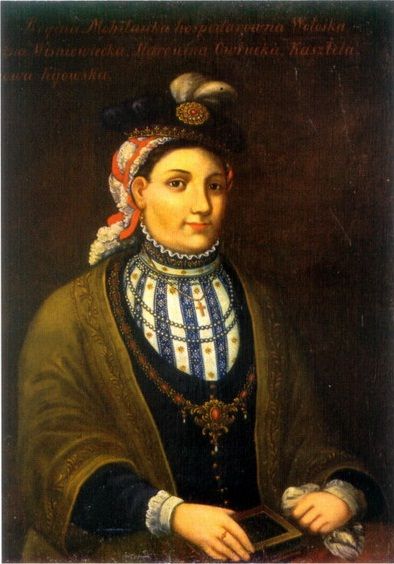
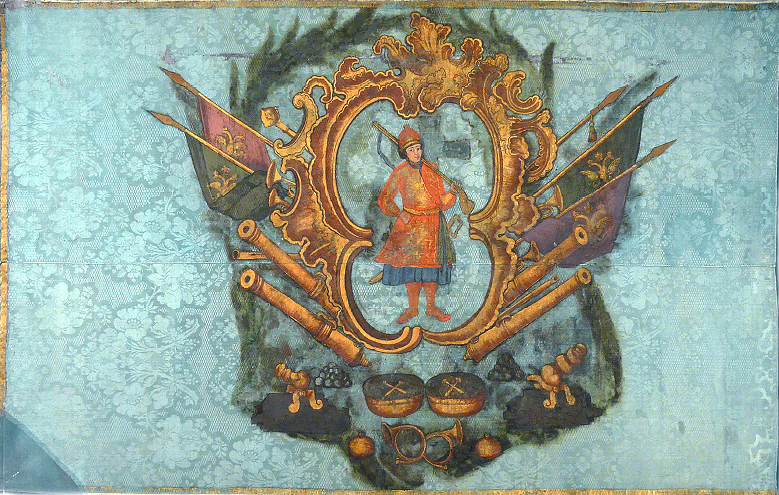
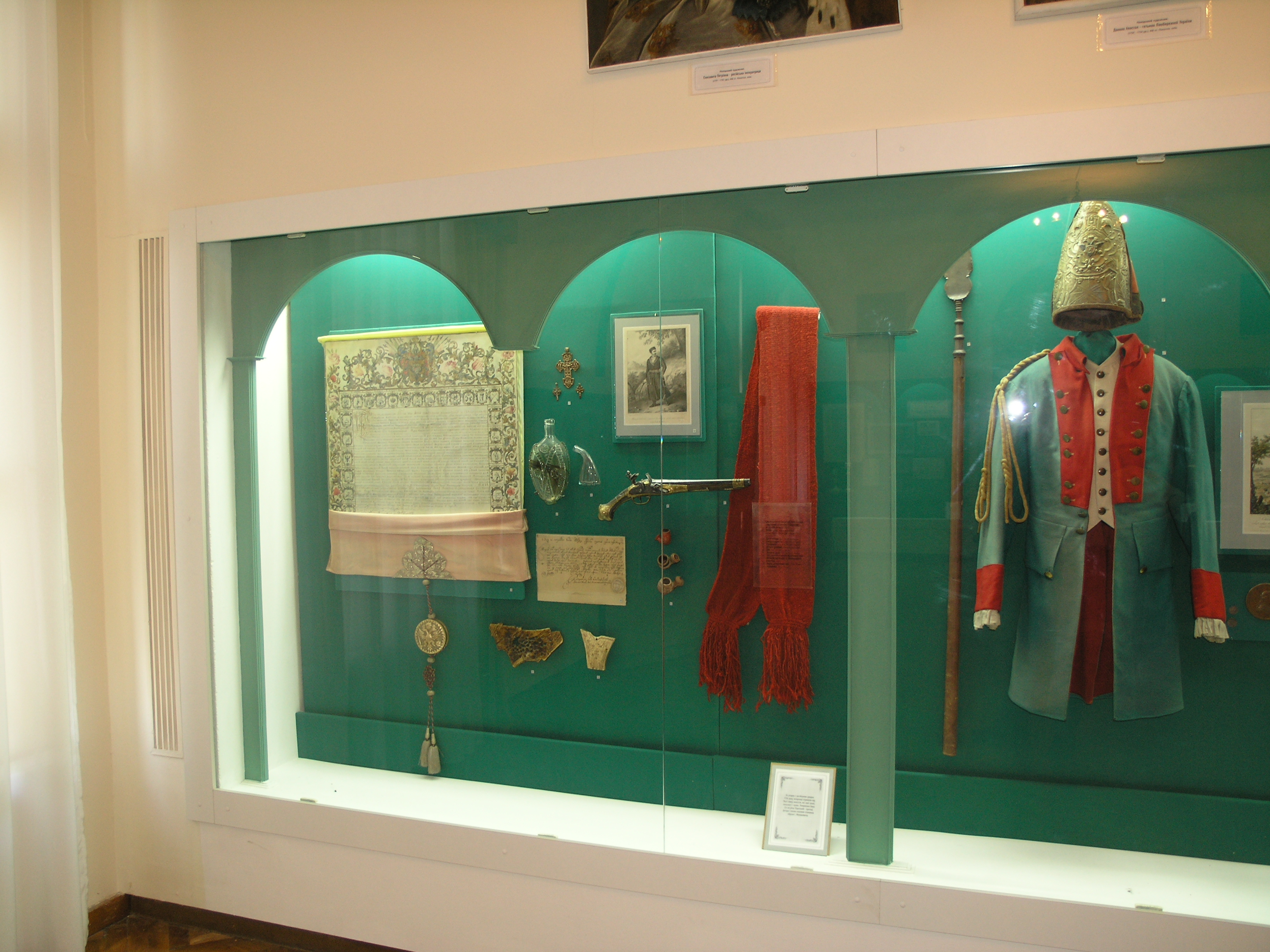
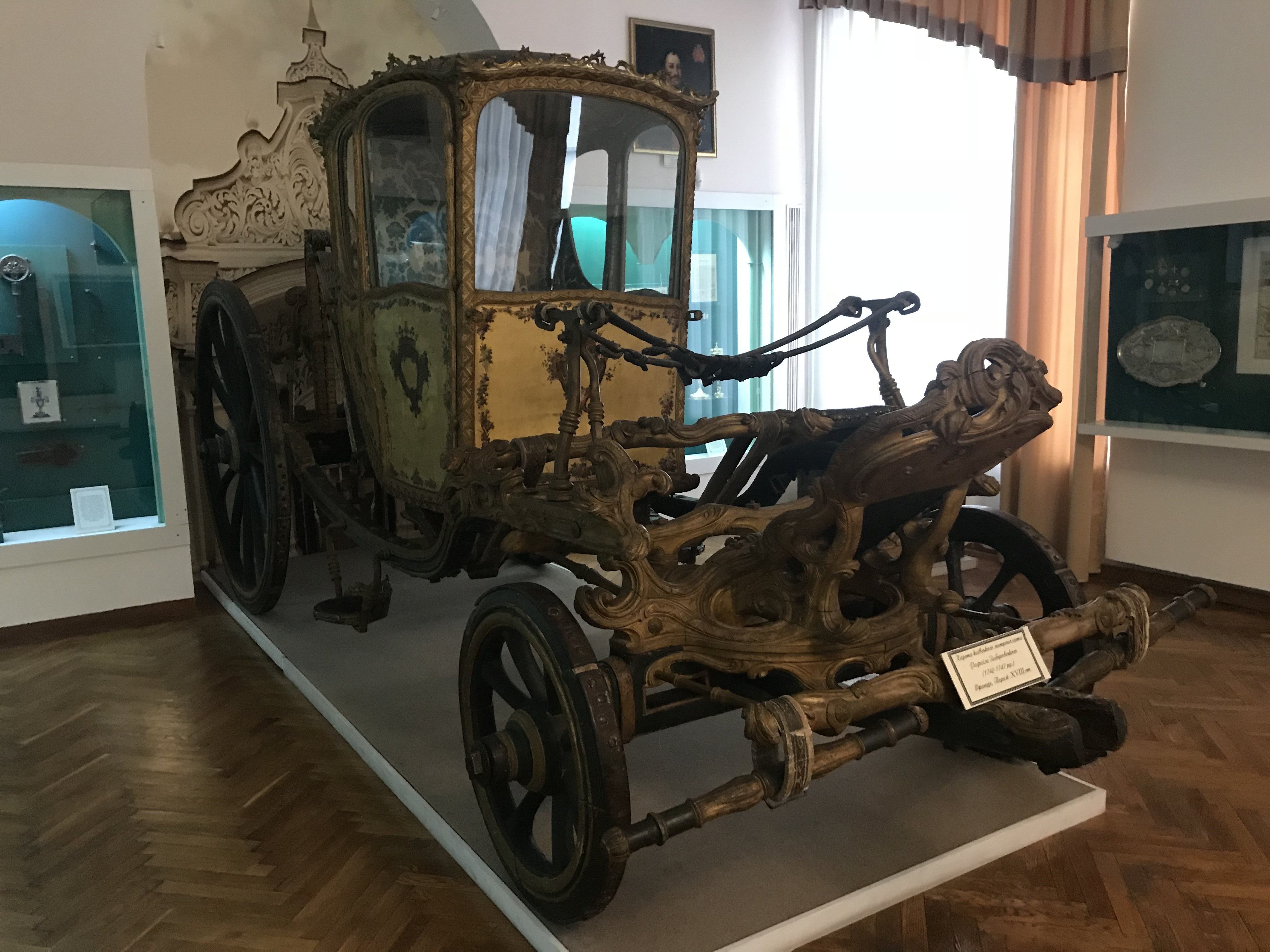
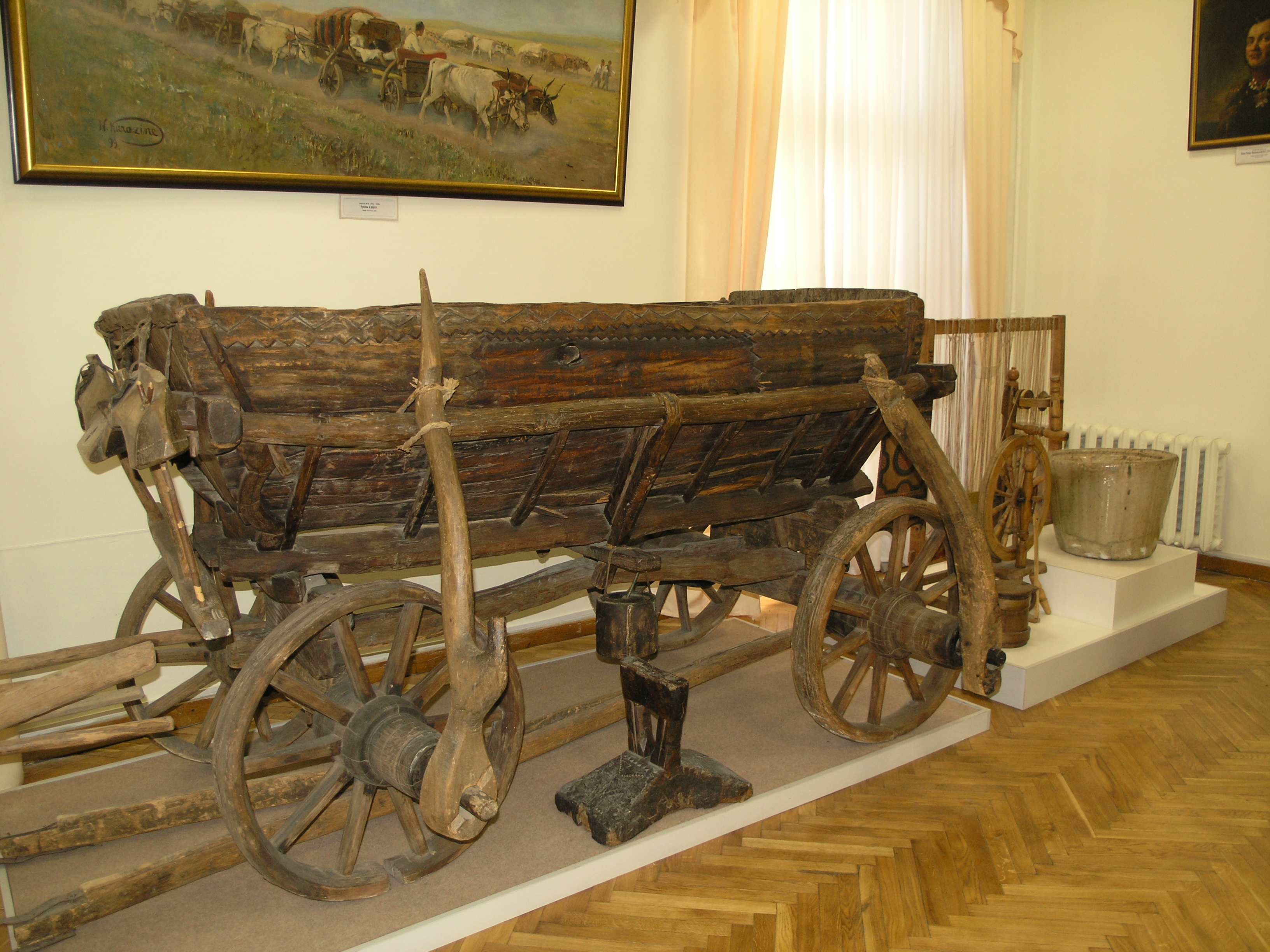
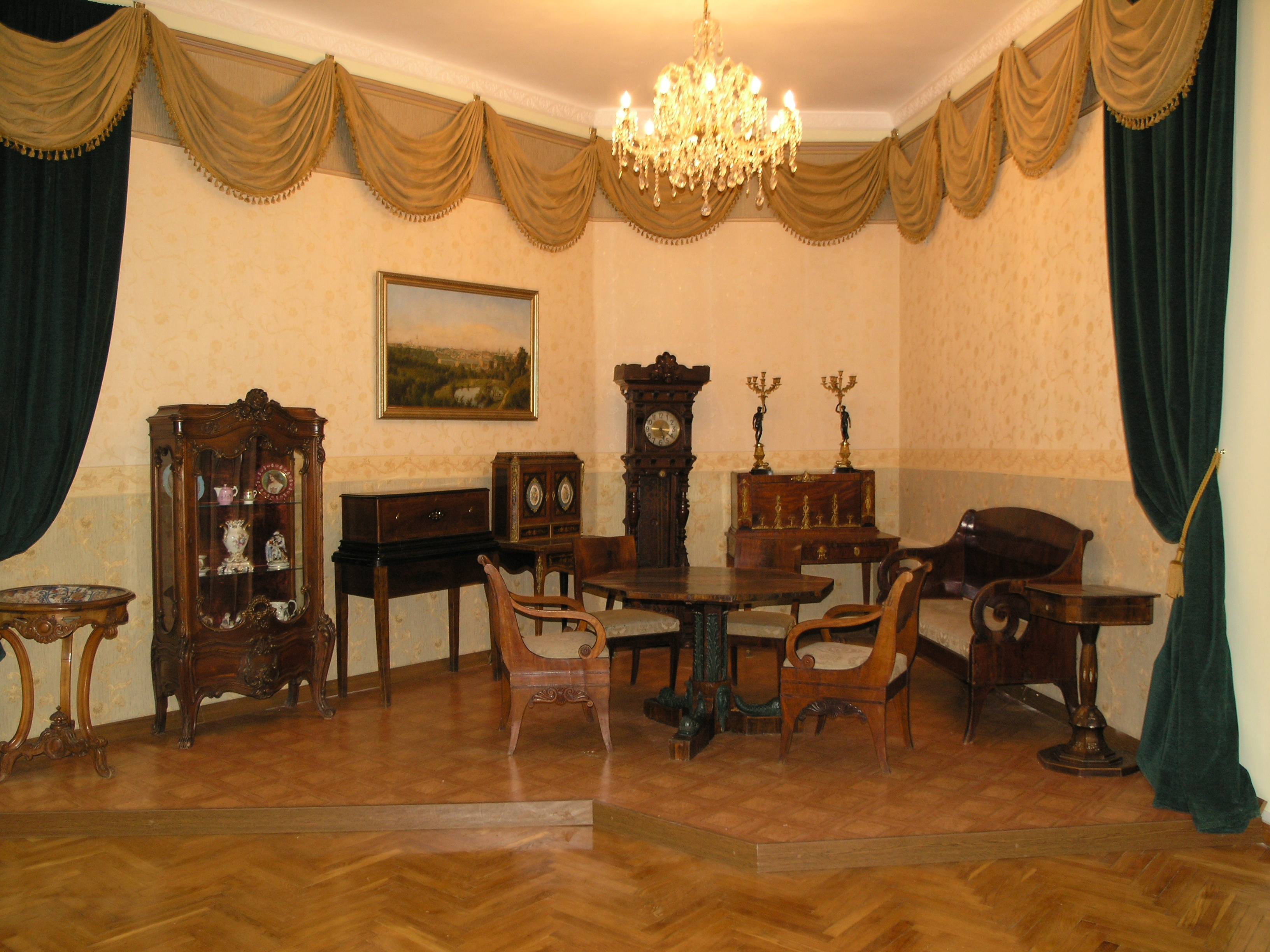
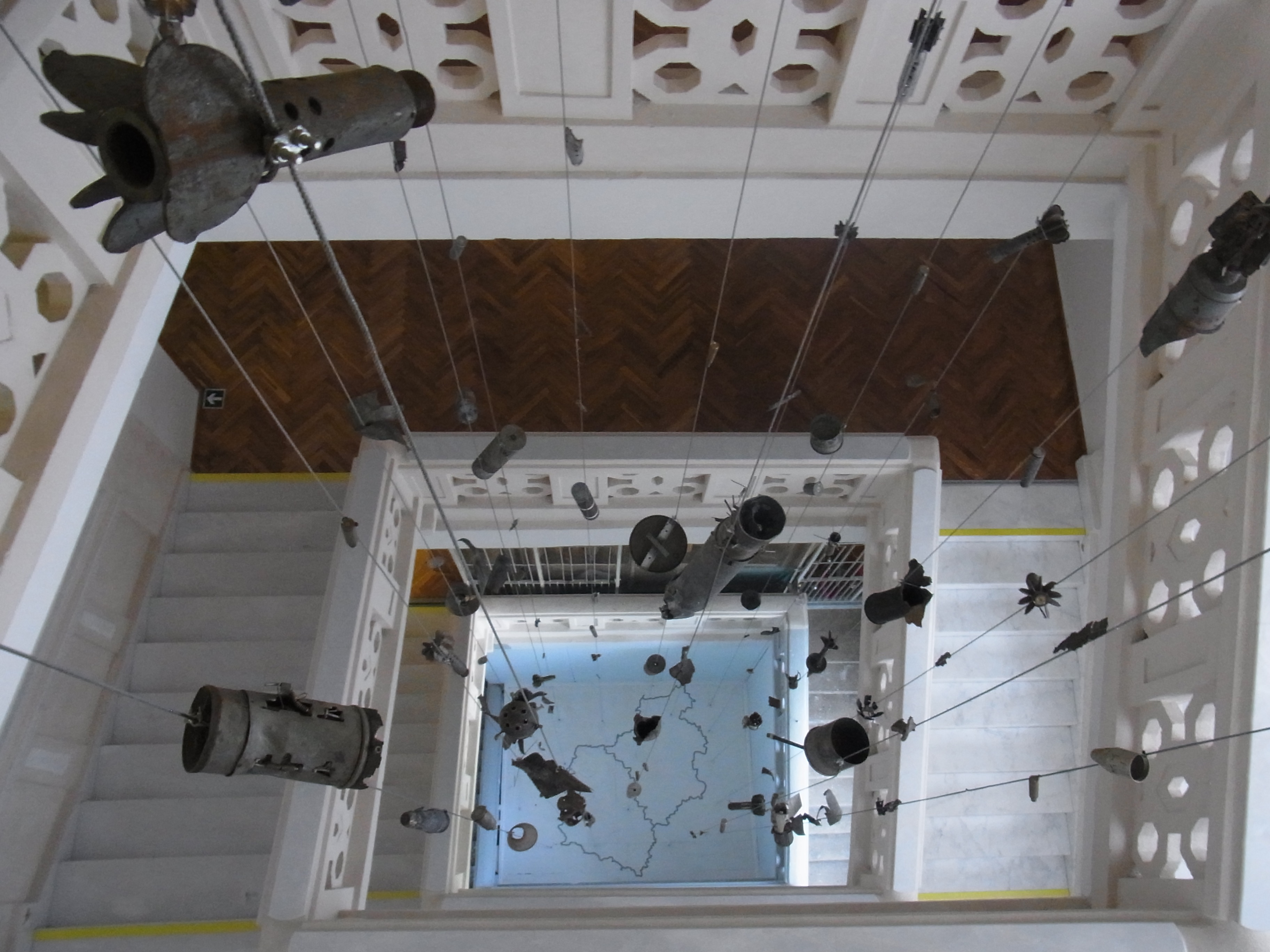

## История музея
Музей открылся археологической выставкой в августе 1899 года, как Музей старожитностей и искусств. Однако официальное открытие и освящение состоялось в 1904 году. Основателями музея были известные учёные Викентий Хвойка, Даниил Щербакивский, Николай Беляшевский (с 1902 г. — первый директор).
В советский период музей несколько раз менял название и помещение:
- 1919—1924 годы — Первый государственный музей
- 1924—1934 годы — Всеукраинский исторический музей имени Тараса Шевченко
- 1934—1935 годы — Центральный исторический музей имени Тараса Шевченко, музей был перемещён в Музейный городок на территорию Киево-Печерской лавры
- 1935—1943 годы — Государственный республиканский исторический музей (с освобождением Киева от немецких оккупантов)
- 1943—1944 годы — Музей переезжает в нынешнее здание на улице Владимирской, 2, где ранее находилась Государственная художественная средняя школа имени Тараса Шевченко
- 1944—1950 годы — Киевский государственный исторический музей
- 1950—1965 годы — Государственный исторический музей Украинской ССР

В октябре [1991 года музей одним из первых учреждений культуры получил статус Национального и с этого времени имеет современное значение.

## Современность
По количеству и значению коллекций музей является одним из ведущих музеев Украины. Фонды музея насчитывают более 800 тысяч уникальных памятников истории и культуры. В музее экспонируются ценные коллекции археологии, нумизматики, холодного и огнестрельного оружия, этнографии, изделий из стекла и фарфора. Около 10 тысяч экспонатов насчитывают коллекции живописи, графики и скульптуры. Также есть коллекция документов XV—XXI веков, казацких атрибутов, универсалов, грамот, писем гетманов и казацких старшин.
Филиалом учреждения является Музей исторических драгоценностей Украины, где собраны уникальные коллекции драгоценных металлов и камней.

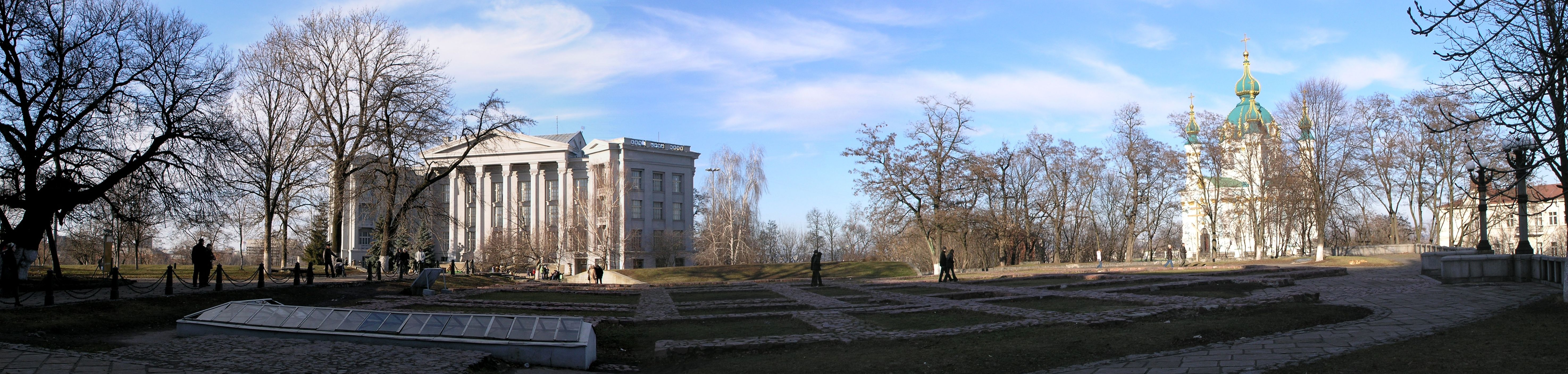
Киев, Старокиевская гора (панорама)